# Кооперативність реакції
Кооперативність (рос. кооперативность, англ. cooperativity) — у біохімії — взаємодія між місцями зв'язування субстрату в алостеричному ензимі чи рецепторі. Зв'язування по одному центру рецептора чи ензиму змінює здатність до зв'язування по інших центрах внаслідок викликаних конформаційних змін цих центрів. Кооперативні ензими демонструють S-подібну форму залежності швидкості реакції від концентрації субстрату.
У випадку, коли зв'язування посилюється, кооперативність називають позитивною (спостерігається в гемоглобінах), при послабленні — негативною.